# Syrisch-türkische Beziehungen
Die Syrisch-türkischen Beziehungen sind das zwischenstaatliche Verhältnis zwischen Syrien und der Türkei. Beide Nachbarstaaten verbindet ein belastetes Verhältnis und die offiziellen diplomatischen Beziehungen sind seit 2012 eingefroren. Die traditionell angespannten Beziehungen zwischen der Türkei und Syrien waren auf eine ganze Reihe von Streitigkeiten zurückzuführen, darunter die Annexion der Provinz Hatay durch die Türkei im Jahr 1939, Wasserstreitigkeiten im Zusammenhang mit dem Südostanatolien-Projekt und die Unterstützung Syriens für die Arbeiterpartei Kurdistans (PKK) und die inzwischen aufgelöste Armenische Geheimarmee zur Befreiung Armeniens. Nach der Ausweisung des PKK-Führers Abdullah Öcalan durch die syrischen Behörden im Oktober 1998 verbesserten sich die Beziehungen erheblich. Der syrische Bürgerkrieg hat jedoch die Beziehungen zwischen den beiden Ländern erneut belastet und zur Aussetzung der diplomatischen Kontakte geführt. Der Bürgerkrieg hat zu einer militärischen Intervention der Türkei in Nordsyrien und der Flucht von knapp 3 Millionen Syrern in die Türkei geführt.

## Geschichte

### Vorgeschichte
Von Turkvölkern gegründete Dynastien beherrschten Syrien und die Region, angefangen bei den Tuluniden im späten 9. Jahrhundert, gefolgt von den Ichschididen, dem Seldschukenreich, den Buriden, den Artuqiden und den Zengiden bis zum späten 12. Jahrhundert. Im Jahr 1516 wurde Syrien vom Osmanischen Reich annektiert, wo es bis zum Ersten Weltkrieg Anfang des 20. Jahrhunderts verblieb. Syrien wurde danach Teil des Völkerbundmandats für Syrien und Libanon, welches von Frankreich verwaltet wurde.

### Annexion der Provinz Hatay

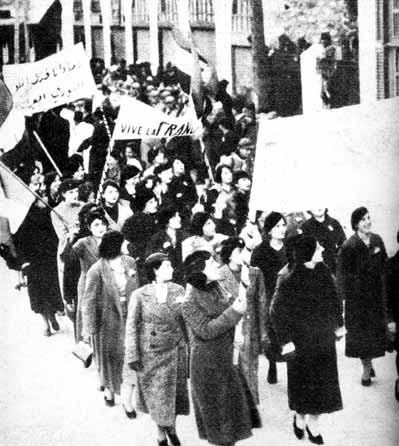
Demonstration syrischer Frauen gegen die Annexion von Hatay (1939)

1938 wurde der Sandschak Alexandrette als Republik Hatay vom französischen Mandat Syriens unabhängig und beschloss acht Monate später, 1939, in einem Referendum, sich der Türkei als Provinz Hatay anzuschließen. Davor marschierte die türkische Armee mit französischer Billigung in die syrische Mittelmeerprovinz ein und vertrieb die meisten ihrer alawitischen und christlichen arabischen und armenischen Einwohner. Zuvor bildeten Araber und Armenier die Mehrheit der Provinzbevölkerung. Für das Referendum ließ die Türkei Zehntausende von Türken nach Alexandretta einreisen, um dort abzustimmen. Der Anschluss wurde von Syrien nie anerkannt, das die türkische Provinz Hatay auf Landkarten weiterhin als Teil des syrischen Staatsgebiets ausweist.

### Streitigkeiten während des Kalten Krieges
Die Türkei und Syrien verfolgten in den frühen Jahren des Kalten Krieges eine gegensätzliche Außenpolitik. Die prowestliche Türkei trat 1952 der NATO bei und begründete 1955 mit dem Irak den Bagdad-Pakt, der von Syrien als Bedrohung angesehen wurde. Mit Israel etablierten die Türken kooperative Beziehungen, ein Land, mit dem Syrien sich mehrmals im Kriegszustand befand. Der Panarabismus und die syrischen Baathisten wurden in der Türkei mit Argwohn beachtet. Diese unterschiedlichen außenpolitischen Orientierungen in Verbindungen mit Streitigkeiten aus der Vergangenheit behinderten die Entwicklung der syrisch-türkischen Beziehungen. Erst in den 1960er Jahren verbesserte die Türkei ihre Beziehungen mit der arabischen Welt. Bis 1969 blieb die knapp 1350 Kilometer lange Grenze zwischen Syrien und der Türkei vermint, um den Schmuggel zu unterbinden.
Wasserstreitigkeiten waren eine Konfliktquelle, da die Türkei im Rahmen des in den 1980er Jahren begonnenen Südostanatolien-Projekts zur Entwicklung der Region mehrere Staudämme an den Flüssen Euphrat und Tigris gebaut hat. Das Projekt sollte die Lebensbedingungen in den südöstlichen Provinzen der Türkei verbessern, verringerte jedoch auch die syrischen Wasserressourcen. Auch die Nutzung des Orontes sorgte für Streitigkeiten zwischen beiden Ländern. Das antagonistische Verhältnis wurde weiter belastet durch die Unterstützung von Hafiz al-Assad für die kurdischen Rebellen der PKK, der Armenischen Geheimarmee zur Befreiung Armeniens und Marxistenorganisationen, welche Terroranschläge in der Türkei verübten. Die Türkei hat Syrien für die Unterstützung der PKK verurteilt und hat behauptet, dass Syrien den ehemaligen SS-Hauptsturmführer Alois Brunner angestellt haben soll, um kurdische Kämpfer für Angriffe gegen die Türkei auszubilden.
Im Oktober 1989 drangen zwei syrische Mig-21 knapp 19 km in den türkischen Luftraum ein und schossen ein türkisches Flugzeug ab. Alle fünf Besatzungsmitglieder des Flugzeugs starben. Syrien entschuldigte sich danach für den Vorfall.

### Annäherung beider Staaten nach 1998
Syrien bot PKK-Führer Abdullah Öcalan Unterschlupf, wo sich das PKK-Hauptquartier und Ausbildungslager befanden. Die beiden Länder standen am Rande eines Krieges, als die Türkei mit militärischen Maßnahmen drohte, falls Syrien weiterhin Abdullah Öcalan in Damaskus, seinem langjährigen Zufluchtsort, beherbergen würde. Die Beziehungen hatten sich ab Oktober 1998 deutlich verbessert, als Öcalan von Syrien ausgewiesen wurde und Syrien sich verpflichtete, den PKK-Kämpfern keinen Unterschlupf mehr zu gewähren und die PKK zu einer Terrororganisation zu erklären. 1999 wurde das Adana-Abkommen unterzeichnet, das eine sicherheitspolitische Zusammenarbeit zwischen den beiden Ländern vorsah. Die Wahl der Adalet ve Kalkınma Partisi (AKP) 2002 sorgte für einen Aufschwung der bilateralen Beziehungen zwischen den beiden Ländern. Die Türkei wollte ihren Einfluss in der arabischen Welt ausdehnen und ihre wirtschaftlichen Interessen sichern. Gute Beziehungen zum Nachbarland Syrien spielten dabei eine wichtige Rolle. Die Türkei und Syrien schlossen mehrere Abkommen über Handel, Energie, Sicherheit, Kultur und Tourismus. Der erste Besuch eines syrischen Präsidenten in der Türkei fand im Januar 2004 statt, als Baschar al-Assad Ankara besuchte. Ende 2004 flog der türkische Premierminister Recep Tayyip Erdoğan nach Damaskus, um ein bilaterales Freihandelsabkommen zu unterzeichnen. 2008 fungierte die Türkei als Vermittler in den Verhandlungen zwischen Israel und Syrien um die Kontrolle der Golanhöhen. Ein Jahr später führten die Streitkräfte beider Länder eine gemeinsame Militärübung durch.

### Seit dem syrischen Bürgerkrieg ab 2011

Türkische Eroberungen durch:
Operation Schutzschild Euphrat (2016/17)
Operation Olivenzweig (2018)
Operation Friedensquelle (seit 2019)

Durch die gewaltsame Reaktion des syrischen Assad-Regimes auf den arabischen Frühling und den Beginn des syrischen Bürgerkriegs haben sich die Beziehungen deutlich verschlechtert. Am 9. August 2011 berichteten die BBC und andere Nachrichtenseiten, die Türkei habe ihren Außenminister Ahmet Davutoğlu nach Syrien geschickt, um der Regierung eine "harte" Botschaft zu übermitteln. Erdogan sagte, er werde ungeduldig mit der "Barbarei" der Assad-Regierung. 2012 schloss die türkische Regierung die gemeinsame Grenze, forderte die syrische Regierung zum Rücktritt auf, verhängte Wirtschaftssanktionen gegen Syrien und brach die diplomatischen Beziehungen ab. Ab spätestens Mai 2012 wurden Kämpfer der Freien Syrischen Armee und andere Einheiten der syrischen Opposition vom türkischen Geheimdienst trainiert und bewaffnet. An der Grenze zwischen Syrien und der Türkei kam es zu Scharmützeln, darunter dem Abschluss einer türkischen McDonnell F-4 durch Syrien im April 2012. Am 23. März 2014 schoss die Türkei einen syrischen Kampfjet in der Provinz Hatay nahe der türkisch-syrischen Grenze ab. Der Bürgerkrieg führte zur Flucht von Millionen Syrern auf türkisches Staatsgebiet und der Kollaps der staatlichen Ordnung ermöglichte es kurdischen Rebellen und später auch dem Islamischen Staat Gebiete in Nordsyrien unter Kontrolle zu bringen, was die Türkei besorgte.
Nach dem Selbstmordanschlag in Gaziantep im August 2016 startete die Türkei eine militärische Intervention in Nordsyrien. Die Offensive richtete sich offiziell gleichermaßen gegen die Terrororganisation Islamischer Staat (IS) sowie gegen die kurdischen Volksverteidigungseinheiten (YPG) der Demokratischen Kräfte Syriens (SDF), welche die Türkei als Ableger der PKK ansieht. Die Existenz des im Rahmen des Bürgerkriegs entstandenem autonomen Kurdengebiets in Rojava sah die Türkei als Bedrohung ihrer eigenen territorialen Integrität an. Am 29. März 2017 wurde diese erste Operation in Syrien beendet. Auf sie folgte 2017 die türkische Militäroffensive im Gouvernement Idlib und 2018 der Einmarsch in Afrin mit der anschließenden Einrichtung einer Sicherheitszone sowie einer weiteren Militäroffensive ab 2019. Die Türkei hält seit dem Beginn der Offensive bedeutende Gebiete in Nordsyrien besetzt und beruft sich auf ihr Recht zur Selbstverteidigung. Die völkerrechtliche Legalität dieser Operationen ist allerdings zweifelhaft. In Afrin soll es zu einer großflächigen Vertreibung der kurdischen Bevölkerung gekommen sein.
Eine Wiederannäherung zwischen der Türkei und dem Assad-Regime erfolgte ab 2020, nachdem der 2015 begonnene Russische Militäreinsatz in Syrien die Herrschaft Assads stabilisieren konnte. Die Wiederannäherung wurde auch von Russland und dem Iran unterstützt, welche mit Assad verbündet sind. Für eine vollständige Normalisierung der Beziehungen fordert Syrien allerdings den Rückzug aller türkischer Truppen aus Syrien. Erdogan unterstützte deshalb Ende 2024 öffentlich eine Großoffensive der Gruppen HTS und SNA, welche von der Türkei aufgerüstet wurden, die zum Sturz der Regierung Assad führten. Erdogan zufolge hatte Assad zuvor Verhandlungen abgelehnt. Der Sturz Assads wurden als große Stärkung der Rolle der Türkei in Syrien zulasten Russlands und des Irans interpretiert.